# Domus Flavia
La Domus Flavia' (del latín Casa o Palacio Flavio) forma parte del vasto Palacio de Domiciano en el Palatino de Roma. Su construcción posiblemente empezó durante el reinado de Vespasiano, pero fue terminada en el año 92 d.C. por el emperador Tito Flavio Domiciano, y atribuido a su maestro arquitecto, Rabirio.
El término Domus Flavia es un nombre moderno empleado para referirse la sección noroeste del Palacio, donde se concentra el grueso de las grandes salas "públicas" destinadas a los asuntos oficiales, el entretenimiento y el gobierno del Imperio Romano. Domiciano fue el último de la dinastía Flavia, pero el palacio siguió siendo utilizado por los emperadores con pequeñas modificaciones hasta el final del imperio.  
Al sureste, está conectado con el ala privada del palacio, la Domus Augustana, nombre que en la antigüedad pudo aplicarse a todo el palacio.

## Trazado

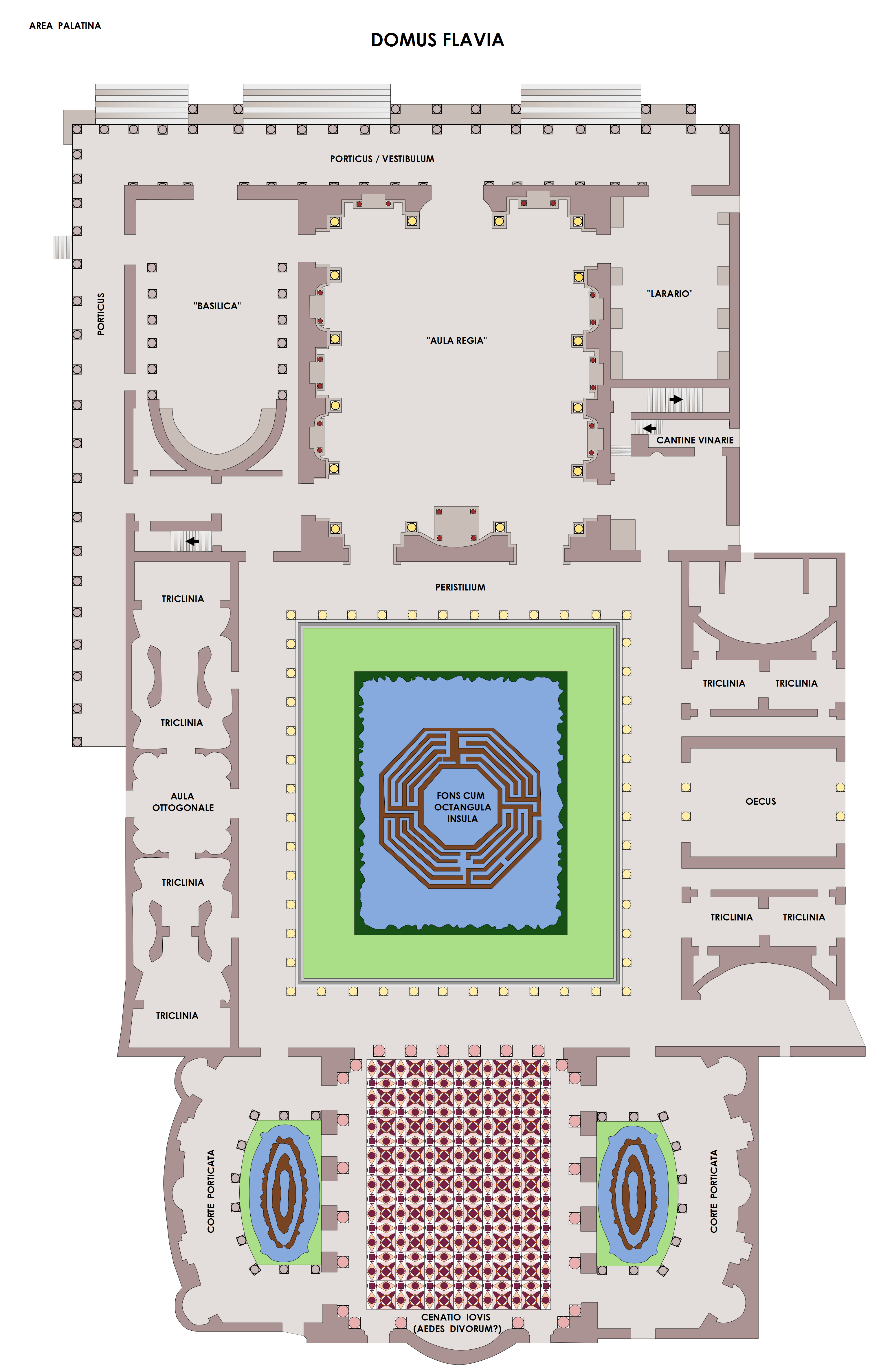
Plano de la Domus Flavia

La Domus Flavia está construida principalmente en torno a un gran patio peristilo que estaba rodeado de numerosas y elaboradas estancias de impresionante altura, de las que sólo se conservan algunos muros de 3 m de grosor y 16 m de altura, la mitad de los originales. Se construyó sobre el anterior palacio de Nerón (Domus Transitoria y Domus Aurea) y siguió parte de su distribución, como han demostrado las excavaciones. En el lado noreste, la enorme Aula Regia (sala real) era la sala central y más grande, flanqueada por salas de recepción más pequeñas, la llamada Basílica y el Lararium.
El exterior norte de estas tres salas tenía un pórtico que continuaba desde el lado oeste y que formaba la entrada principal del palacio de cara a los que subían por la carretera desde el foro.

### Aula Regia
Se trata de una enorme sala rectangular utilizada como sala de audiencias, para acoger importantes recepciones y embajadas. En el corto muro sur hay un ábside, donde el emperador se sentaba para celebrar sus audiencias; a ambos lados del ábside hay puertas que dan al peristilo. En el lado norte, el Aula se abría a un pórtico monumental con columnas de mármol cariocas, que daba al patio del palacio y desde donde el emperador recibía la salutatio, la tradicional ceremonia matutina.
Aunque hoy en día los restos son principalmente de muros bajos, se habrían extendido hacia arriba 30 metros (98 pies) desde el suelo hasta el techo, coronados por un tejado a dos aguas cuyas 26 metros (85,3 pies) vigas, probablemente procedentes del Líbano, debían estar ocultas bajo un artesonado. Las paredes estaban revestidas de mármol exótico e insertas en ocho nichos que albergaban estatuas colosales, intercaladas con columnas de Mármol frigio de color púrpura y coronadas por un friso elaboradamente tallado. Dos enormes estatuas de piedra Bekhen de color verde metálico (una piedra arenisca especialmente apreciada de Egipto) representando a Hércules y Baco fueron encontrados in situ durante unas excavaciones en el siglo XVIII; pasaron a formar parte de la Colección Farnesio y se encuentran en el Museo Arqueológico de Parma.

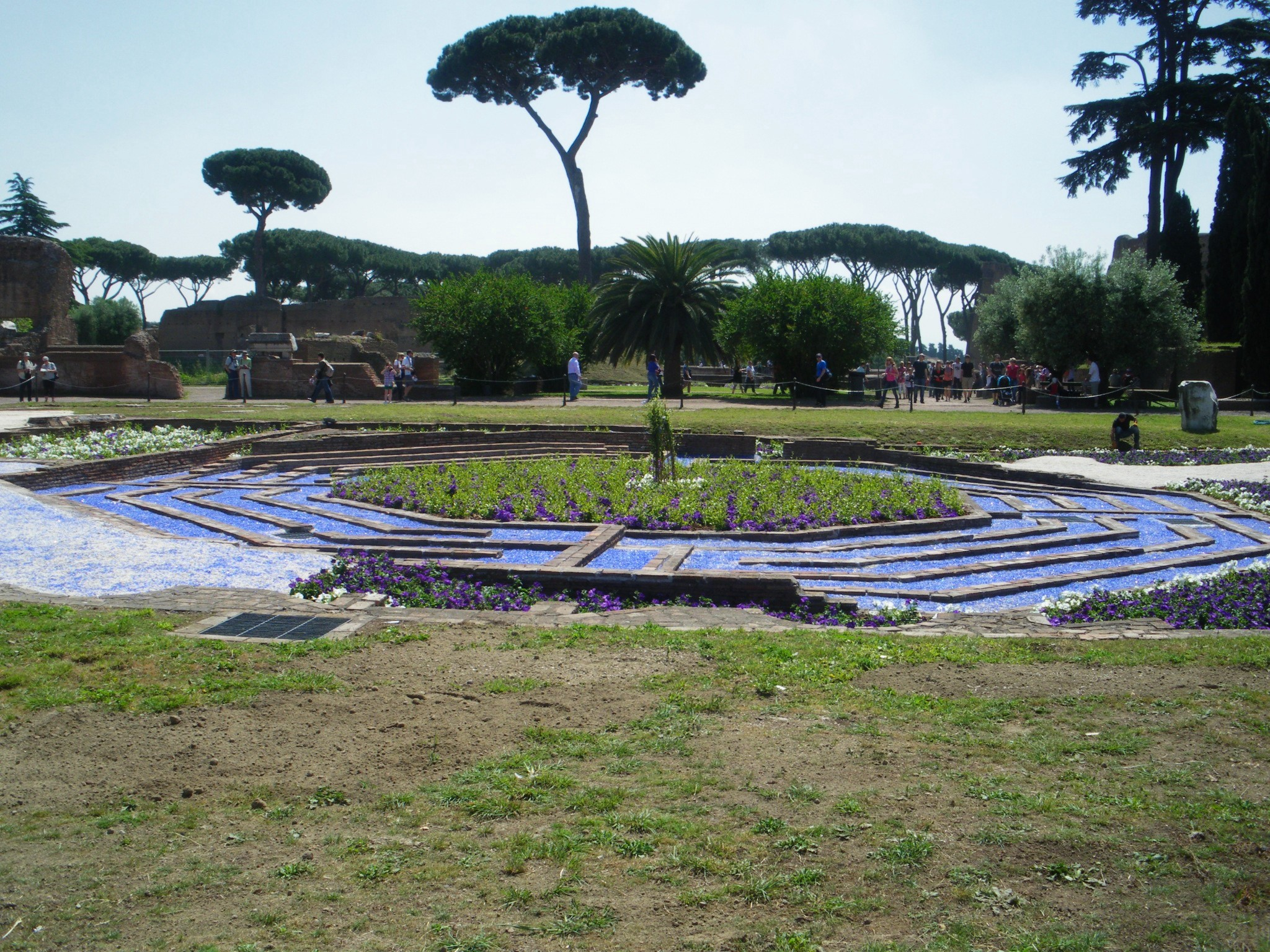
Peristilo con isla octogonal

### Basílica
Llamada así porque su planta se asemeja a la de una basílica del foro o a la de una iglesia posterior, la Basílica es una larga estancia con una nave central y una sala más privada donde el emperador pudo celebrar su consejo para tomar decisiones políticas y administrativas relativas al Imperio. Bajo la Basílica se ha excavado el Aula Isiaca, una sala con frescos de alrededor del año 30 a. C. y que probablemente formó parte de la Domus Augusti. Esta fue a su vez construida sobre la Domus Transitoria de Nerón.

### Lararium
Identificado erróneamente en el siglo XVIII como un santuario para los Lares (dioses familiares), es más probable que fuera una habitación para la Guardia Pretoriana, ya que se encuentra inmediatamente al este del Clivus Palatinus, por donde habrían entrado los visitantes del palacio. Detrás del Lararium había una escalera que daba acceso a la Domus Augustana, debajo de la cual se han excavado partes de la anterior Casa de los Grifos y de la que se han extraído exquisitas decoraciones para el Museo Palatino.

### Peristilo
La entrada principal hacia el oeste conducía primero al Aula Ottagonale con elaborados triclinios a cada lado, y luego a un enorme jardín del peristilo ocupado casi por completo por un estanque en forma de lago en cuyo centro había una singular isla octogonal con un patrón laberíntico de canales y con fuentes, todo enchapado en mármol precioso.
Las columnas que rodeaban el peristilo eran de Mármol númida amarillo, y sostenían un elaborado entablamento esculpido bajo el techo.

### Salón de banquetes

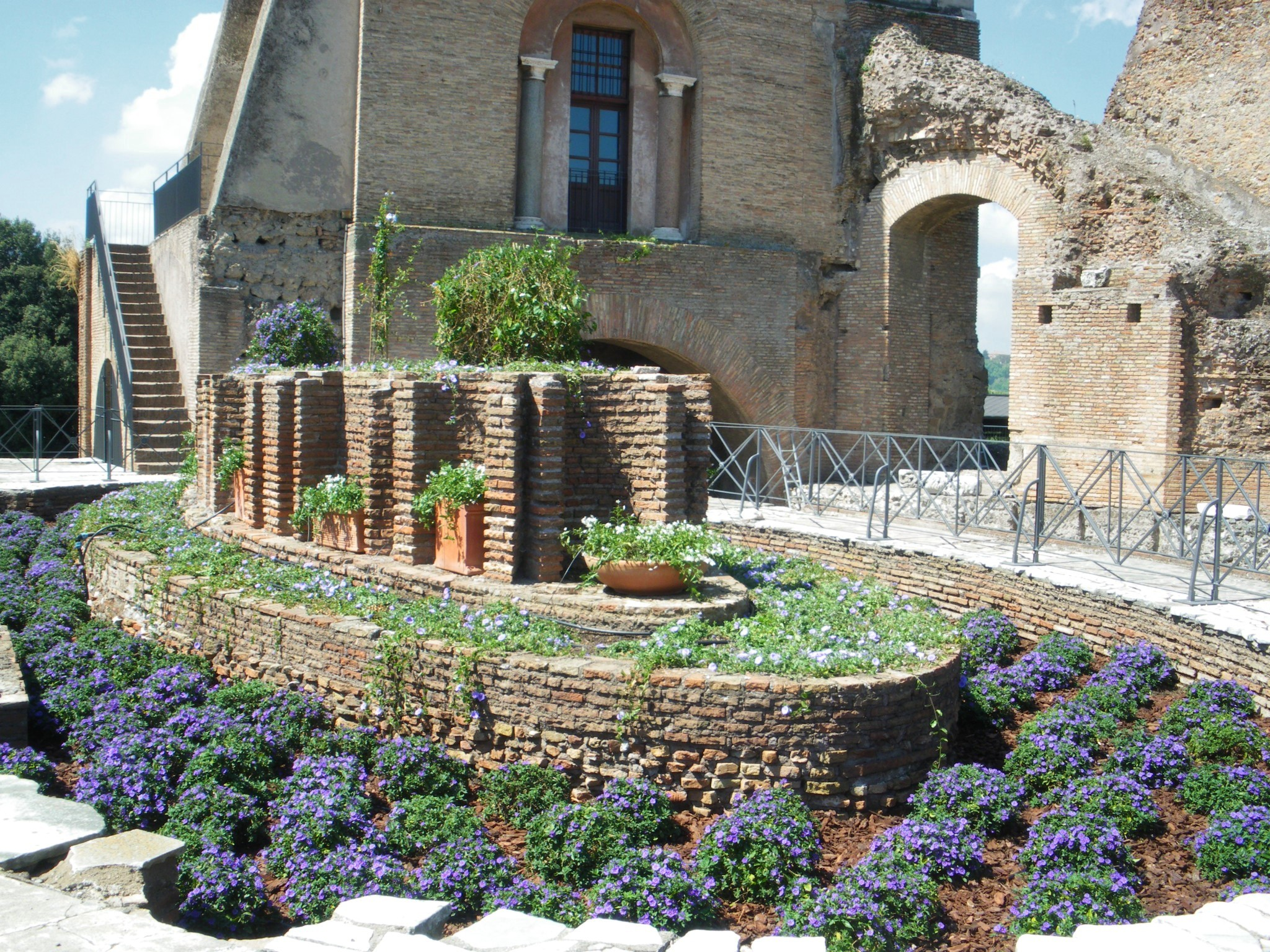
Fuente ovalada de la cenatio

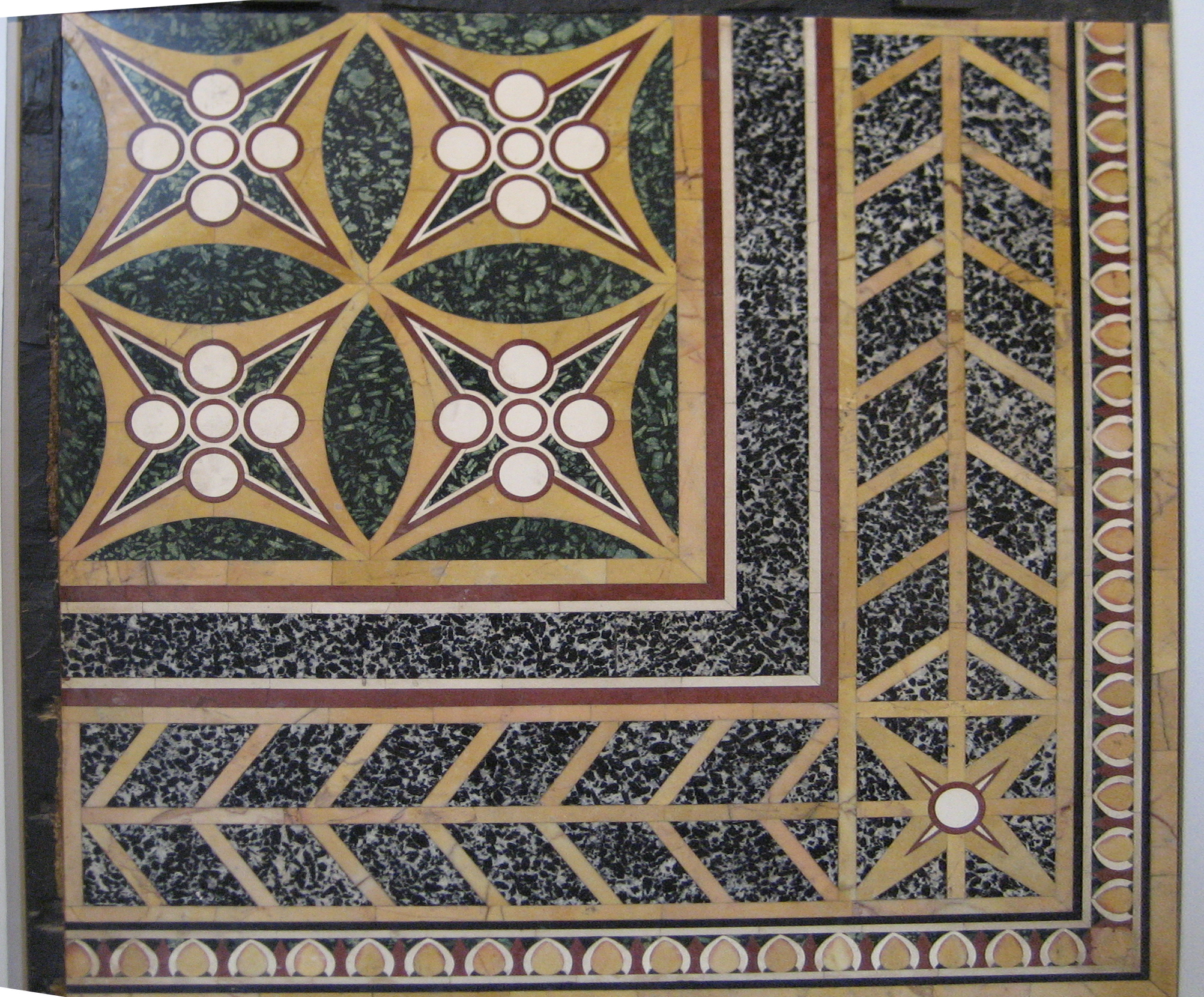
Panel de opus sectile de la cenato de la Domus Tiberiana adyancente a la Domus Flavia.

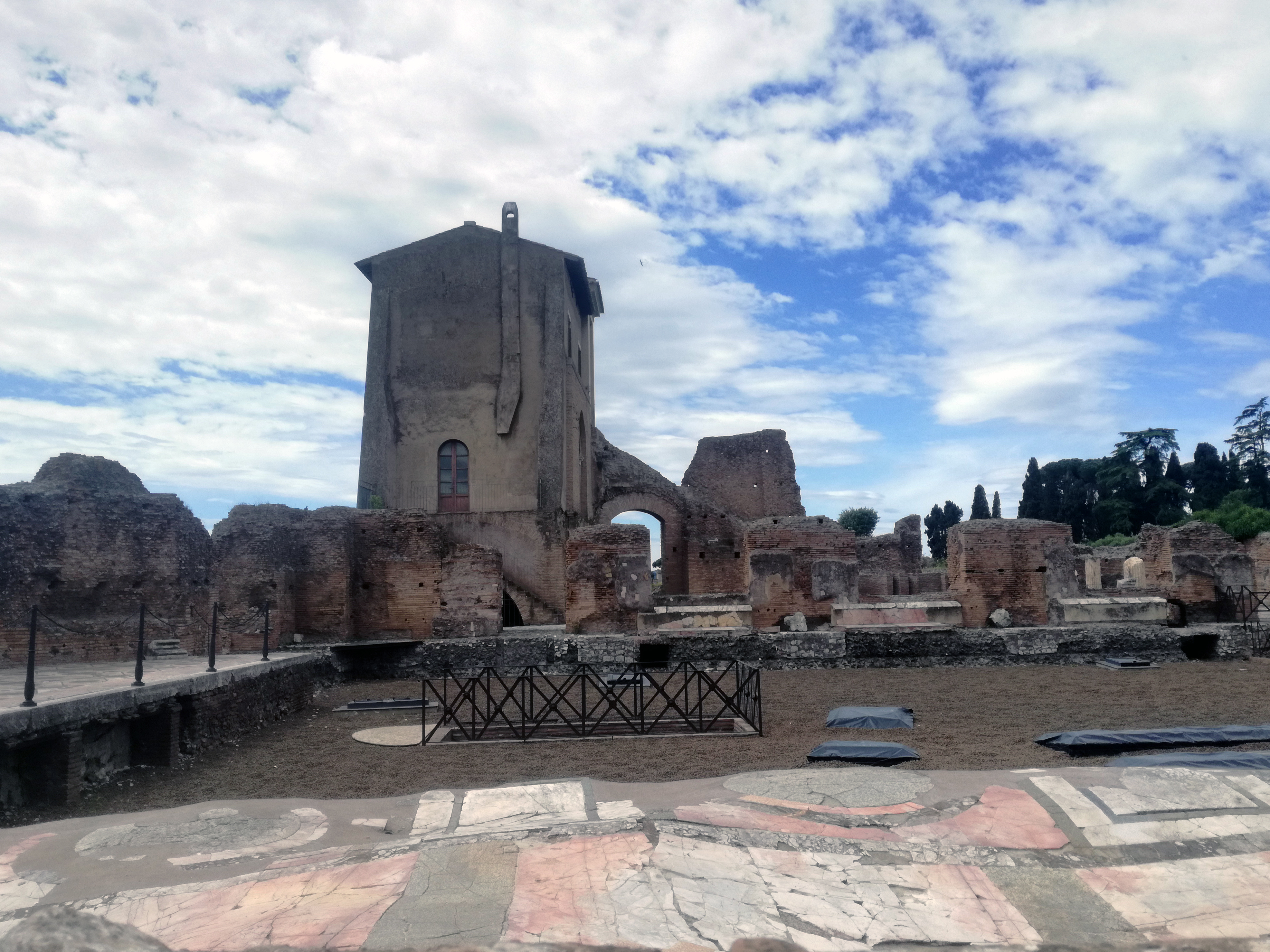
Borde del suelo de mármol de la Cenatio

La cenatio o salón de banquetes se encuentra en el lado suroeste del peristilo y es la segunda sala más grande del Palacio. Al igual que el Aula Regia, estaba extravagantemente decorada, con varios niveles de columnas de mármoles exóticos y un friso. Desde la cenatio los invitados podían contemplar, a través de grandes ventanales, el lago y la fuente del peristilo o dos patios laterales con elaboradas fuentes ovales de mármol rodeadas de columnas de mármol amarillo Numidiano. En el centro del muro sur de la sala hay un ábside rodeado de dos pasillos que permiten acceder a la biblioteca del templo de Apolo. El suelo de la sala está revestido de mármol y data de principios del siglo IV, aunque el hipocausto que se encuentra debajo data de los años 120 (Adriano). Este sistema de calefacción sugiere que esta sala servía como salón de banquetes en invierno y se ha identificado con la Cenatio Iovis mencionada en las fuentes literarias antiguas.
La cenatio está construida sobre dos versiones anteriores, ambas construidas por Nerón como parte de su palacio, que datan de antes (la Domus Transitoria) y después (la Domus Aurea) del Gran Incendio de Roma en el año 64, similares en su disposición al piso superior, y que en su mayoría siguen intactos bajo el piso posterior. También los exquisitos suelos de mármol de las fuentes pertenecen al palacio de Nerón. Se trata de un magnífico diseño de flores y plantas trepadoras en rojo y verde Porfirio, amarillo y rojo de Numidia, y blanco y amarillo de Frigia. La cenefa está formada por paneles de mármol rosa-gris de Quíos enmarcados en pórfido verde.

El poeta Estacio, contemporáneo de Domiciano, describió el esplendor del Palacio Flavio en Silvae, IV, 2: 
Asombroso y vasto es el edificio, distinguido no por cien columnas, sino por tantas como podrían cargar con los dioses y el cielo si se soltara el Atlas. El palacio del Tronador que está al lado se abre ante él y los dioses se alegran de que te alojes en una morada semejante [...]: tan grande se extiende la estructura y la extensión de la sala lejana, más amplia que la de una llanura abierta, abarcando mucho cielo cerrado y menor sólo que su amo.
Esta sala suele identificarse como la Cenatio, pero posiblemente sea el Aula Regia, que se distinguía por su número de columnas.